# Alto (Georgia)

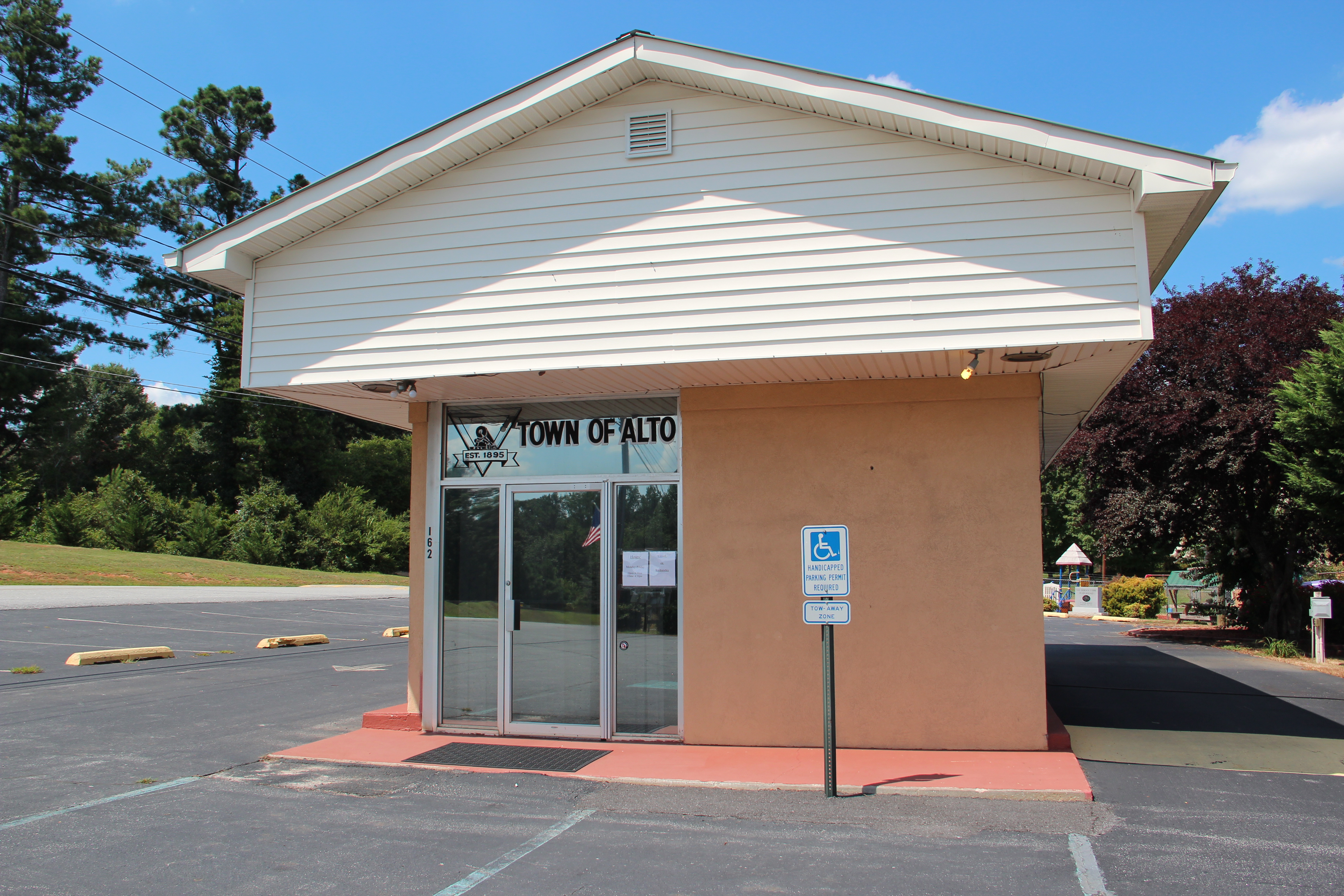
Ayuntamiento de Alto

Alto es un pueblo ubicado en los condados de Banks y Habersham en el estado estadounidense de Georgia. en el estado estadounidense de Georgia. Según el censo de 2010, la ciudad tenía una población de 1172, En el censo de 2000, su población era de 876.

## Historia
Alto recibió ese nombre debido a su elevación (relativamente) elevada (1394 pies sobre el nivel medio del mar). Una oficina de correos llamada Alto funciona desde 1879. La ciudad se incorporó en 1895.

## Geografía
Alto se encuentra ubicado en las coordenadas 34°28′0″N 83°34′26″O / 34.46667, -83.57389 (34.466531, -83.573820). Según la Oficina del Censo de Estados Unidos, la ciudad tiene una superficie total de 1,1 millas cuadradas (2,9 km²), todo terreno.
Según la Oficina del Censo, la localidad tiene un área total de 2,1 km² (0,8 mi²), de la cual 2,1 km² (0,8 mi²) es tierra y 0 km² (0 mi²) (0.0%) es agua.

## Demografía
Según el censo de 2000, había 876 personas, 304 hogares y 227 familias que residían en la ciudad. La densidad de población era de 1.061,2 habitantes por milla cuadrada (409,7/km 2 ). Había 325 unidades de vivienda con una densidad promedio de 393,7 por milla cuadrada (152,0/km 2 ). La composición racial de la ciudad era 79,22% blanca , 3,08% afroamericana , 0,34% nativa americana , 5,94% asiática , 9,02% de otras razas y 2,40% de dos o más razas. Hispanos o latinos de cualquier raza constituían el 20,09% de la población.
Había 304 hogares, de los cuales el 37,5% tenían niños menores de 18 años que vivían con ellos, el 58,2% eran parejas casadas que vivían juntas, el 8,9% tenía una cabeza de familia sin marido presente y el 25,3% no eran familias. El 21,7% de todos los hogares estaban formados por personas individuales y el 6,6% tenía alguien que vivía solo y tenía 65 años o más. El tamaño medio del hogar era de 2,88 y el tamaño medio de la familia era de 3,35.
En la localidad la población estaba dispersa, con un 29,3% menores de 18 años, un 12,8% de 18 a 24, un 32,0% de 25 a 44, un 18,5% de 45 a 64 y un 7,4% que tenían 65 años o más. más viejo. La mediana de edad fue de 30 años. Por cada 100 mujeres había 106,6 hombres. Por cada 100 mujeres de 18 años y más, había 103,0 hombres.
El ingreso medio de un hogar en la ciudad era de 30.750 dólares y el ingreso medio de una familia era de 36.094 dólares. Los hombres tenían un ingreso medio de 23.393 dólares frente a 18.571 dólares de las mujeres. El ingreso per cápita de la ciudad fue de 11.434 dólares. Por debajo del umbral de pobreza se encontraban el 15,6% de las personas, el 11,2% de las familias, el 12,2% de los menores de 18 años y el 15,6% de los mayores de 64 años.
En el 2000 la renta per cápita promedia del hogar era de $30,750, y el ingreso promedio para una familia era de $36,094. El ingreso per cápita para la localidad era de $11,434. Los hombres tenían un ingreso per cápita de $23,393 contra $18,571 para las mujeres

### Población histórica
- 1900 - 74
- 1910 - 109 - 47,3%
- 1920 - 168 - 54,1%
- 1930 - 219 - 30,4%
- 1940 - 217 - −0,9%
- 1950 - 302 - 39,2%
- 1960 - 275 - −8,9%
- 1970 - 372 - 35,3%
- 1980 - 618 - 66,1%
- 1990 - 651 - 5,3%
- 2000 - 876 - 34,6%
- 2010 - 1.172 - 33,8%
- 2020 - 970 - −17,2%

## Gobierno e infraestructura
El gobierno del pueblo de Alto está ubicado en una estructura con una historia inusual. Cuando se construyó el nuevo Cornelia Bank en la cercana Cornelia a fines de la década de 1970, el pequeño edificio que albergaba las antiguas ventanillas remotas de los cajeros automáticos se trasladó a su ubicación actual en un lote frente a Georgia Hwy 441 desde Riegel Textile Mill (ahora Mt. Vernon). Mills) en Alto y reconvertido para uso de oficinas.
El Departamento Correccional de Georgia opera la prisión estatal de Arrendale en el condado no incorporado de Habersham , cerca de Alto.

## Educación
La parte del condado de Banks se encuentra en el distrito escolar del condado de Banks. Los estudiantes en esa porción están divididos en zonas para la escuela secundaria del condado de Banks.
La parte del condado de Habersham se encuentra en el distrito escolar del condado de Habersham.